# Bordas de la Bastida
Las Bordas de la Bastida (en catalán y oficialmente Bordes de la Bastida) es una antigua casería de bordas del término municipal de Sarroca de Bellera, en la comarca catalana del Pallars Jussá de la provincia de Lérida.
Situadas a 1,2 km al sursudoeste del pueblo del que dependían, La Bastida de Bellera, son actualmente abandonadas. Están repartidas en dos crestas paralelas que descienden de la Bastida de Bellera hacia el valle del río Bòssia, Valle de Bellera.
Sólo quedan restos de algunas de las bordas. En la cresta del oeste está la borda de Joanico, y la borda de Ricou, en la parte de levante, las bordas de Mateu y de Antoni.